# NGC 4628
NGC 4628 (również PGC 42681) – galaktyka spiralna (Sb), znajdująca się w gwiazdozbiorze Panny. Odkrył ją William Herschel 20 marca 1789 roku. Należy do galaktyk Seyferta typu 2.